# Pejácsevich-kiskastély (Nekcse)
A Pejácsevich-kiskastély egy 20. századi főúri kastély Horvátországban, Nekcse városában. 

## Fekvése
A kastély Nekcse város központjában, a Dora Pejačević utcára néző parkban áll.

## Története
A Pejácsevich család 1734-ben lett a nekcsei uradalom birtokosa, amikor 18 ezer forintért Pejácsevich József és Ignác grófok megvásárolták azt addigi tulajdonosától, Oduyer Antal gróf tábornagytól. A városban már a nagykastély építése előtt is állt egy kastély, ahol 1778-ban a Pejácsevichek iskolát nyitottak, de ők maguk Verőcén és a többi birtokukon éltek. A család nagykastélya 1811 és 1812 között épült egyszerű, klasszicista stílusban. A kiskastély építése 1904-ben vagy 1905-ben kezdődött és Pejácsevich Márk családja 1907. május 27-én költözött be. A család 1922 őszéig élt benne, amikor Márk szülei (Pejácsevich Tivadar és felesége Vay Erzsébet) költöztek be, ő pedig feleségével és gyermekeivel nagykastélyba költözött, ahol több hely volt nagy családjának, amelyben a következő évben megszületett a tizedik gyermek is.
A második világháború után a kastély belseje elpusztult. Ma csak egy műalkotást ismertünk, amely a kastély fő (központi) szalonját díszítette, ez a híres horvát művész, Menci Clement Crnčić „Vihar a tengeren” című munkája. Ugyanitt megmaradt a család címerével díszített kandalló. 1954-ben a kastélyban iskola kezdett működni a Nekcsei Gimnázium, amely 1978-ig működött itt. Ma a kastélyban számos egyesület, rádióállomás és általános zeneiskola működik.

## Mai állapota
A kiskastély 1907-ben épült H alakú alaprajzzal, neoklasszicista stílusban a potsdami Sanssouci-kastély mintájára. Az új kastély eredeti műszaki megoldásaival lépett be a horvát építészet történetébe, a nedvességtől és a talajvíztől ugyanis vasbeton vályúk felhasználásával védték meg, mely a 20. század elején még újdonság volt nemcsak Horvátországban, hanem az akkori Osztrák-Magyar Monarchia területén is. A klasszicista struktúrát egy integrált környezet részeként fogalmazták meg, amely egy nagy kastélyból, üvegházból, parkosított kertből, környezetből és a megművelt táj egyéb részeiből állt. A déli bejárati és az északi főhomlokzatot tizenöt ablakszemmel tagolták. A kiemelkedő téglalap alakú ablaknyílások mellett a homlokzatot további függőleges pilaszterek tagolják. A klasszicista stílust és a háromdimenziós plaszticitást széles lépcső és balusztrád fejezi ki, amelyhez többteraszos, geometriailag kialakított kert társul. Bár az épület alig több, mint száz éves, a helytelen használat, a rendszeres karbantartás elmaradása, a berendezés megsemmisülése, a romos külső lépcsők, a kert megsemmisülése mára siralmas állapotokat idézett elő. 